# غذای آماده

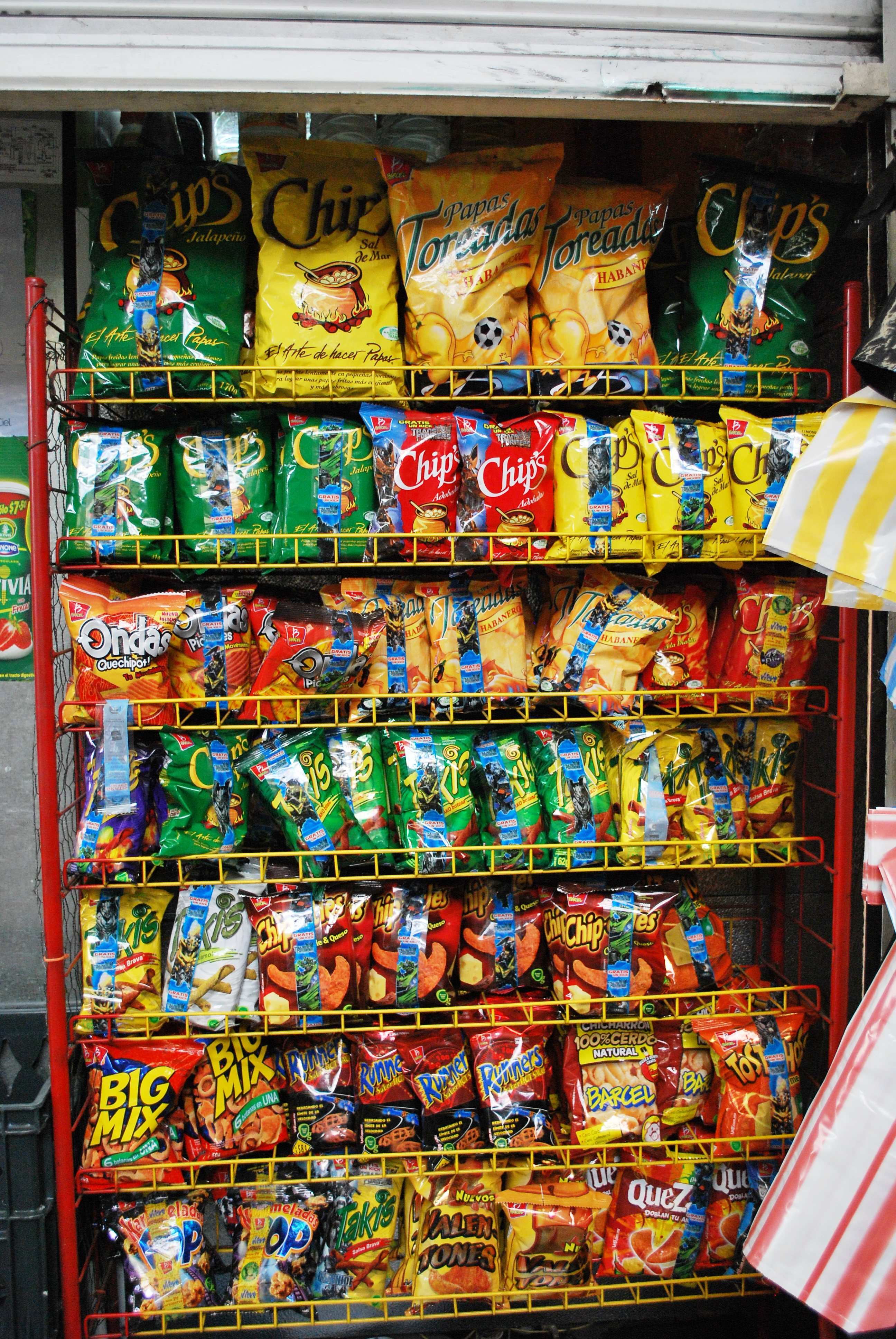
یک قفسه از تنقلات آماده و بسته‌بندی‌شده

غذای آماده یا غذای راحتی که به آن غذای فرآوری‌شده یا به اشتباه غذای حاضری نیز می‌گویند، غذایی است که به صورت تجاری (اغلب از طریق فرآوری غذایی) برای سهولت مصرف‌کننده تهیه می‌شود. چنین غذایی معمولاً بدون آماده‌سازی آماده خوردن است. همچنین ممکن است به راحتی قابل حمل باشد، ماندگاری طولانی داشته باشد یا ترکیبی از این ویژگی‌های راحت را ارائه دهد. اگرچه وعده‌های غذایی رستوران با این تعریف مطابقت دارند، این اصطلاح به ندرت برای آن‌ها به کار می‌رود. غذاهای آماده شامل محصولات خشک آماده برای خوردن، غذای منجمد، غذاهای بسته‌بندی‌شده، رب گوجه‌فرنگی و محصولات کنسروشده، و غذاهای میان‌وعده (تنقلات) هستند.
غذاهای آماده به سه نوع تقسیم می‌شوند:
- غذای آماده برای خوردن
- غذای آماده برای پختن
- غذای منجمد

## نگرانی‌های زیست‌محیطی و سلامتی
چندین گروه به مضرات زیست‌محیطی بسته‌بندی تک مصرفی به دلیل افزایش استفاده از پلاستیک که به افزایش زباله‌های جامد در محل‌های دفن زباله یا رهاسازی در طبیعت منجر می‌شود، اشاره کرده‌اند. به دلیل نگرانی در مورد چاقی و سایر مشکلات سلامتی، برخی از سازمان‌های بهداشتی از چربی، شکر، نمک، افزودنی‌های غذایی برای نگهداری غذا که در بیشتر غذاهای آماده وجود دارند انتقاد کرده‌اند.
در بیشتر کشورهای توسعه‌یافته، ۸۰ درصد نمک مصرفی از مواد غذایی تهیه‌شده در صنعت غذا به دست می‌آید و مابقی ۵ درصد از سهم نمک طبیعی و ۱۵ درصد از نمک اضافه‌شده در هنگام پخت و پز یا غذا خوردن. اثرات سلامتی نمک بر روی سدیم متمرکز است و تا حدی به میزان مصرف آن بستگی دارد. یک وعده از بسیاری از غذاهای آماده حاوی بخش قابل توجهی از میزان توصیه‌شده روزانه سدیم و حتی فراتر از آن است. تولیدکنندگان نگران این هستند که اگر طعم محصولشان با نمک بهینه و خوش‌طعم نشود، به خوبی محصولات شرکت‌های رقیب به فروش نرسد، به همین دلیل بیش از حد مجاز و نیاز بدن، نمک و ادویه‌های مختلف به محصولات خود اضافه می‌کنند. آزمایش‌ها نشان داده‌اند که برخی غذاهای بسته‌بندی‌شدهٔ محبوب و پرفروش برای خوش‌طعم بودن به مقادیر قابل توجهی نمک یا شکر وابسته هستند.